# Dobârlău
Dobârlău es una comuna ubicada en el distrito de Covasna, Rumania.

## Superficie
Posee una superficie de 53,31 kilómetros cuadrados.

## Demografía
Hasta 2021 la población era de 2275 habitantes, con una densidad de población de 42,67 habitantes por kilómetro cuadrado.